# M-404
La M-404 es una carretera de la Red Secundaria de la Comunidad de Madrid (España). Con una longitud de 75,690 km, discurre entre las localidades de Navalcarnero en su enlace con la A-5 y Villarejo de Salvanés en su enlace con la A-3. Recorre todo el sur de la Comunidad de Madrid.

## Recorrido
Une las localidades de:
- Navalcarnero.
- El Álamo.
- Batres.
- Serranillos del Valle.
- Griñón.
- Torrejón de la Calzada.
- Torrejón de Velasco.
- Valdemoro.
- Ciempozuelos.
- Titulcia.
- Chinchón.
- Belmonte de Tajo.
- Villarejo de Salvanés.

Además tiene enlaces con las siguientes autovías y autopistas:
- A-5 y R-5 en Navalcarnero.
- AP-41 en Serranillos del Valle.
- M-407 en Griñón.
- A-42 en Torrejón de la Calzada.
- R-4 en Torrejón de Velasco.
- A-4 en Valdemoro.
- A-3 en Villarejo de Salvanés.

## Peaje en sombra
El tramo de autovía de 27 kilómetros entre la M-407, a la altura de los municipios de Griñón y Serranillos del Valle, y el enlace con la carretera M-307, en Ciempozuelos, se explota bajo la modalidad de peaje en sombra. El método del peaje en sombra consiste en que la sociedad concesionaria corre con los gastos de construcción y mantenimiento de la autovía a cambio de unos ingresos que paga el gobierno de la Comunidad de Madrid durante la explotación en función de la intensidad del tráfico. 
La inversión total para este tramo construido entre 2008 y 2010 y adjudicado en 2007 es de 453 millones de euros. La sociedad concesionaria se denomina "Madrid 404, Sociedad Concesionaria, S.A.", participada por FCC y Bankia a través del grupo concesional Globalvía Infraestructuras, S.A.

## Tráfico
El promedio de intensidad circulatoria (vehículos diarios) en 2011 por cada tramo se detalla en la tabla adjunta. Los tramos de más tráfico se sitúan entre Torrejón de la Calzada y Torrejón de Velasco y el tramo entre Ciempozuelos y la intersección con la A-4.
| KM     | Intensidad media diaria | % Vehículos pesados | Ubicación del P.K. de medición                     |
| ------ | ----------------------- | ------------------- | -------------------------------------------------- |
| 4,740  | 10.140                  | 7,37                | Entre Navalcarnero y El Álamo                      |
| 10,270 | 4.611                   | 11,06               | Entre el Álamo y Batres                            |
| 17,720 | 10.263                  | 7,24                | Variante de Griñón                                 |
| 22,730 | 10.796                  | 9,61                | Entre Griñón y Torrejón de la Calzada              |
| 25,170 | 15.460                  | 10,57               | Entre Torrejón de la Calzada y Torrejón de Velasco |
| 28,530 | 8.658                   | 14,18               | Entre Torrejón de Velasco y M-942                  |
| 38,150 | 19.134                  | 9,20                | Entre Ciempozuelos y la intersección con A-4       |
| 43,290 | 6.419                   | 16,03               | Entre la intersección con M-307 y Titulcia         |
| 51,140 | 2.640                   | 11,52               | Entre M-313 y Titulcia                             |
| 62,830 | 1.104                   | 11,05               | Entre las intersecciones con M-311 y M-315         |
| 73,150 | 2.920                   | 12,43               | Entre Belmonte de Tajo y Villarejo                 |